# Phil Bloom

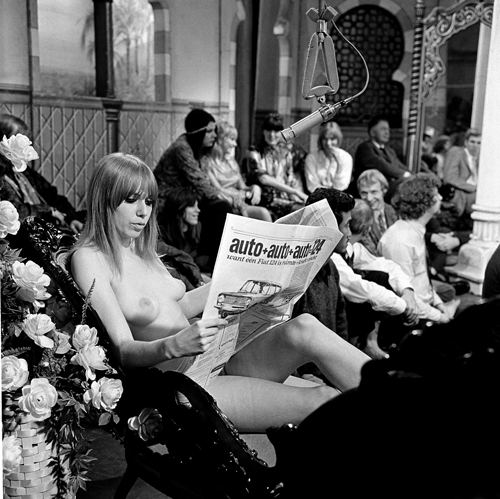
Phil Bloom ve svém televizním programu Hoepla

Phil Bloom (* 27. listopadu 1945, Berkel en Rodenrijs) je holandská umělkyně, fotografka, konferenciérka a herečka, která se objevila jako první zcela nahý člověk v holandské televizi dne 28. července 1967. Je členkou mezinárodního hnutí výtvarníků Fluxus.

## Život a dílo
Narodila se 27. listopadu 1945 v Berkel en Rodenrijs a dnes žije v Antwerpách.

## Galerie

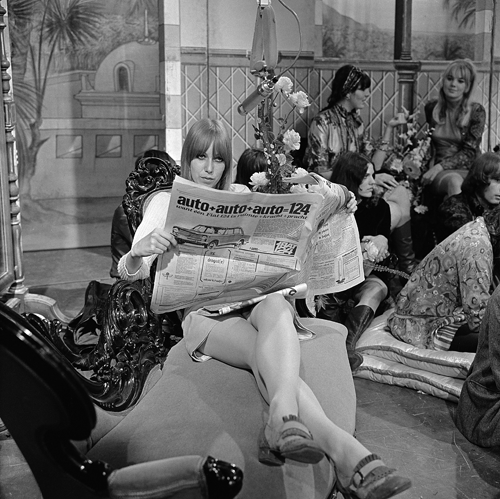
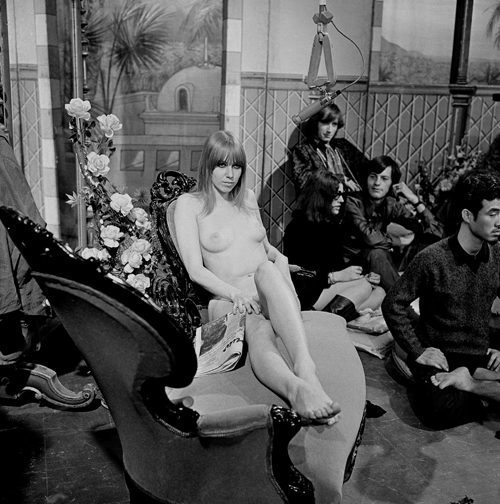